# Marek Tomica
Marek Tomica (Csehszlovákia, 1981. január 1.–) profi jégkorongozó.

## Pályafutása
Komolyabb junior karrierjét a cseh Dukla Jihlava junior tagozatában kezdte 1996–1997-ben és 1999-ig játszott ebben a csapatban. A következő évben még játszott a juniorok között de már bemutatkozhatott a felnőtt ligában az Extraligában az új csapatában a HC Slavia Prahában. 2000–2001-ben még mindig leküldték kis időre a juniorok közé de a szezon döntő többségét a felnőttek között játszott. Ebben az évben átkerült a HC Berounsti Medvedibe valamint a HC Mladá Boleslavba. Képviselte hazáját a 2001-es junior jégkorong-világbajnokságon. 2001 óta a HC Slavia Prahaban játszik és a 2001-es NHL-drafton a Dallas Stars választotta ki őt a kilencedik kör 285. helyén. Legjobb idényében 28 pontot szerzett 49 mérkőzésen.

## Külső hivatkozások
- Statisztika
- Statisztika